# ソフトメタルヴァンパイア
『ソフトメタルヴァンパイア』は、遠藤浩輝による日本のSF漫画作品。講談社『月刊アフタヌーン』にて2016年10月号から2019年2月号まで連載。
元素を操れるヴァンパイアが世界を支配する未来世界で、ヴァンパイアが恐れる銀を操る能力を持った主人公:齋美井香を巡る宗主と反勢力G.D.Fの戦いを描いたSF漫画。

## あらすじ
16歳になったばかりの美井香は、高校の授業中に彼女の銀を操る能力を恐れた支配者ヴァンパイアが差し向けた死を厭わない勢力に襲撃されるが、戦闘力の高いアランと仲間に助け出され、逃亡生活が始まる。

## 登場人物

### 主な登場人物
齋 美井香（いつき みいか）
本作の主人公。銅族（銅/銀）使い。16歳高校生。格闘技に強く、クラスではハブられている。ヴァンパイア達が最も恐れる銀を操る能力を持つ故に命を狙われる。いずれは銅族の金が操れると期待されている。
アラン ジョニオール 砂辺（アラン ジョニオール すなべ）
本作の主人公。渾名:フォー・ハンズ。炭素族（炭素/ケイ素/スズ/鉛）使い。平然と美井香らにセクハラをするので嫌われている。G.D.Fメンバー。
メイリン・ラウ
窒素族（窒素/リン/ヒ素/アンチモン/ビスマス）使い。渾名:シャオ・チー。G.D.Fメンバー。
グエン・サカキバラ・ロアン
水素使い。G.D.Fメンバー。
ママ・アデュー
G.D.Fトップ。
カーミラ様
元素使いとは違い、絶対零度を大きく下回れる負の絶対温度とダークエネルギーを操れる。G.D.F創始メンバー。声が発せない。外見は11歳の少女で800年以上生きる。レズビアン。
齋 謙造（いつき けんぞう）
美井香の父。娘の銀を操る能力を使ってはならないと言いつけていた。職業データベースエンジニア。

### 宗主
トーマス・張・フロレスク
宗主環太平洋アジア監督庁長官。美井香奪還作戦の指揮を取る。
オットー・スワロフキ
アクチノイド（ウラン）使い。渾名:遺伝子（ジーン）。監督補佐官。常にマスクをしている。元人間の生成者で、ロスアラモス研究所で起きたデーモン・コア臨界事故の犠牲者の一人。
キーラ・マチダ
酸素族（酸素/硫黄/セレン/テルル）使い。渾名:酸風淑女。シャオの元パートナー。18年ぶりに復活した。
ミハエル・ラドゥ
炭素族（炭素/ケイ素/ゲルマニウム/スズ/鉛）使い。琿名:アルビノ。評議会のお目付け役。フォーの従兄弟で彼を嫌っている。
勉三・オミガワ (べんぞう オミガワ)
ハロゲン族（フッ素/塩素/臭素/ヨウ素）使い。外見は13歳の少年。
始祖（アンセスタ）
宗主の王。アランの父。

## 用語
吸血族（ヴァンピール）
吸血鬼で人の血液を栄養として摂取している。それぞれが特定の元素を操る能力を有する。銀弾を撃たれない限り不死で、体を粉々に爆破されても長い年月をかけて復活する。先天物（ネイティブ）と生成者（プロダクト）に別れる。
宗主（シザレイン）
世界を支配している吸血族。銀や血を徴発している。
G.D.F (Global Dhampir Foundation)
反宗主組織。理念は「人間との共存」。構成員のほとんどがダンピール（吸血族と人間の間の子）。
銀
吸血族の弱点で厳しく管理されている。一般市民には保有する事はもとより採掘・加工・流通を法律で固く禁じている。銀弾は吸血族であっても上層部の承認がなければ使用する事が出来ない。
ギフト
元素を操る能力を示す。生成者はバンパイア化された時に半分の確率でギフトを受ける。
セイフティ・バインディング
脳内に埋め込まれたギフトリミッターチップ。本部から遠隔操作が出来る。
S・スコルジニン
始祖が開発した酸化還元酵素の働きにより吸血族の復活を早める薬。
デーモン・フラワー
宗主の支配の象徴で、透明なケース中にプルトニウム(Pu238)製の花が入った世界中の空中に浮遊している浮遊ポッド。夜は崩壊熱で光って見える。有事には花弁を閉じて臨界量に近い塊となり圧縮を受けて核爆発する。
治安ポッド
警察が運用しているパトロールドローン。機種によっては機関銃を装備している。

## 書誌情報
- 遠藤浩輝 『ソフトメタルヴァンパイア』 講談社〈アフタヌーンKC〉、全6巻
  1. 2016年11月30日発売、ISBN 978-4-06-388211-7
  2. 2017年6月23日発売、ISBN 978-4-06-388269-8
  3. 2017年11月22日発売、ISBN 978-4-06-510347-0
  4. 2018年5月23日発売、ISBN 978-4-06-511397-4
  5. 2018年10月23日発売、ISBN 978-4-06-513037-7
  6. 2019年2月22日発売、ISBN 978-4-06-514497-8